# 訃報 1988年5月
訃報 1988年5月（ふほう 1988ねん5がつ）では、1988年（昭和63年）5月中に物故した、又は物故が報じられた人物についてまとめる。

## （1日 - 15日）

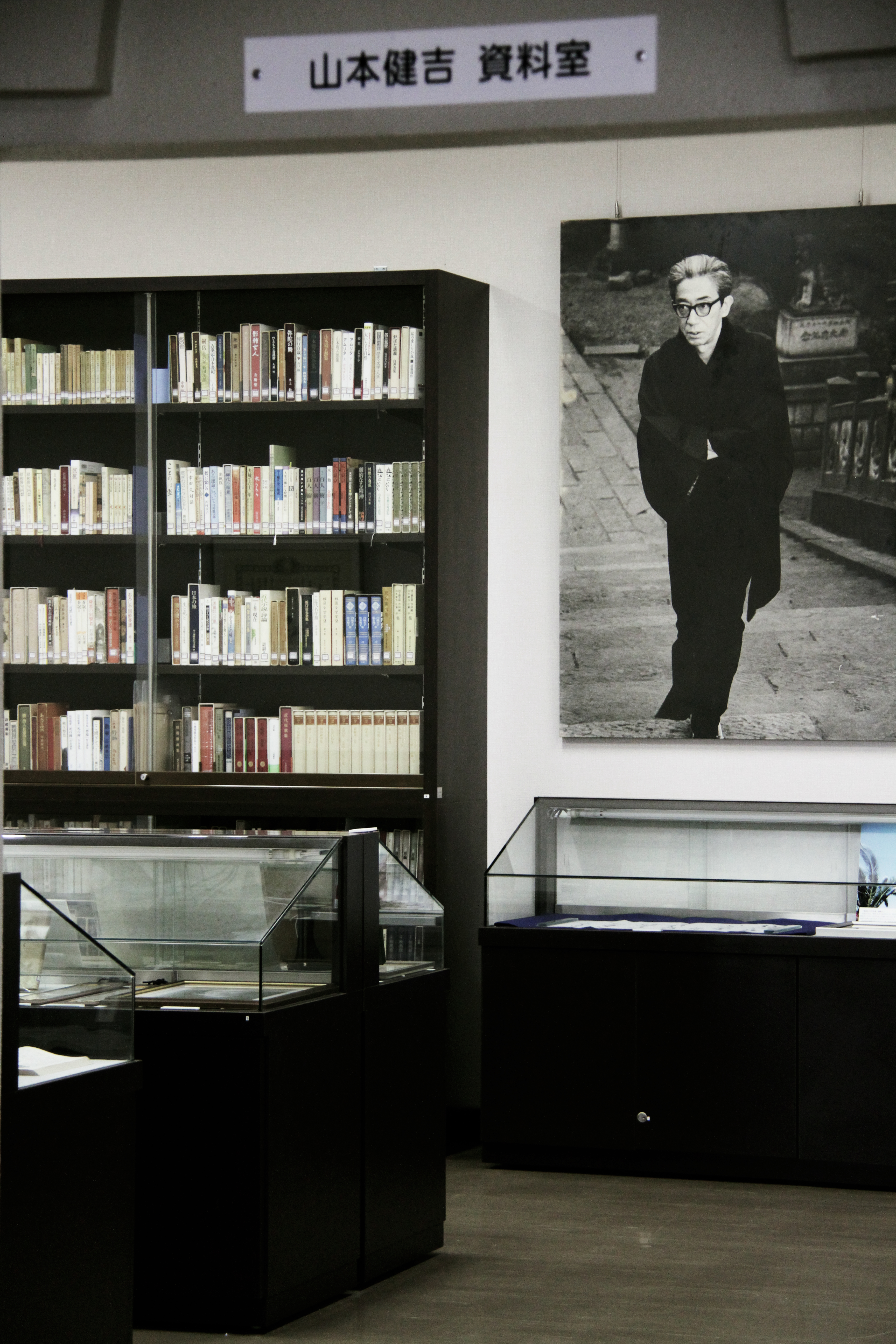
山本健吉／5月7日没

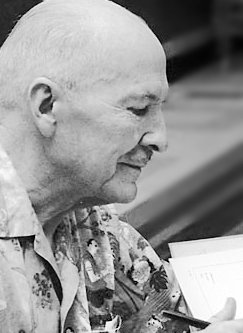
ロバート・A・ハインライン／5月8日没

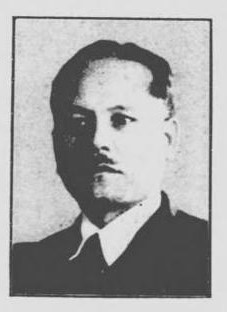
森田重次郎／5月12日没

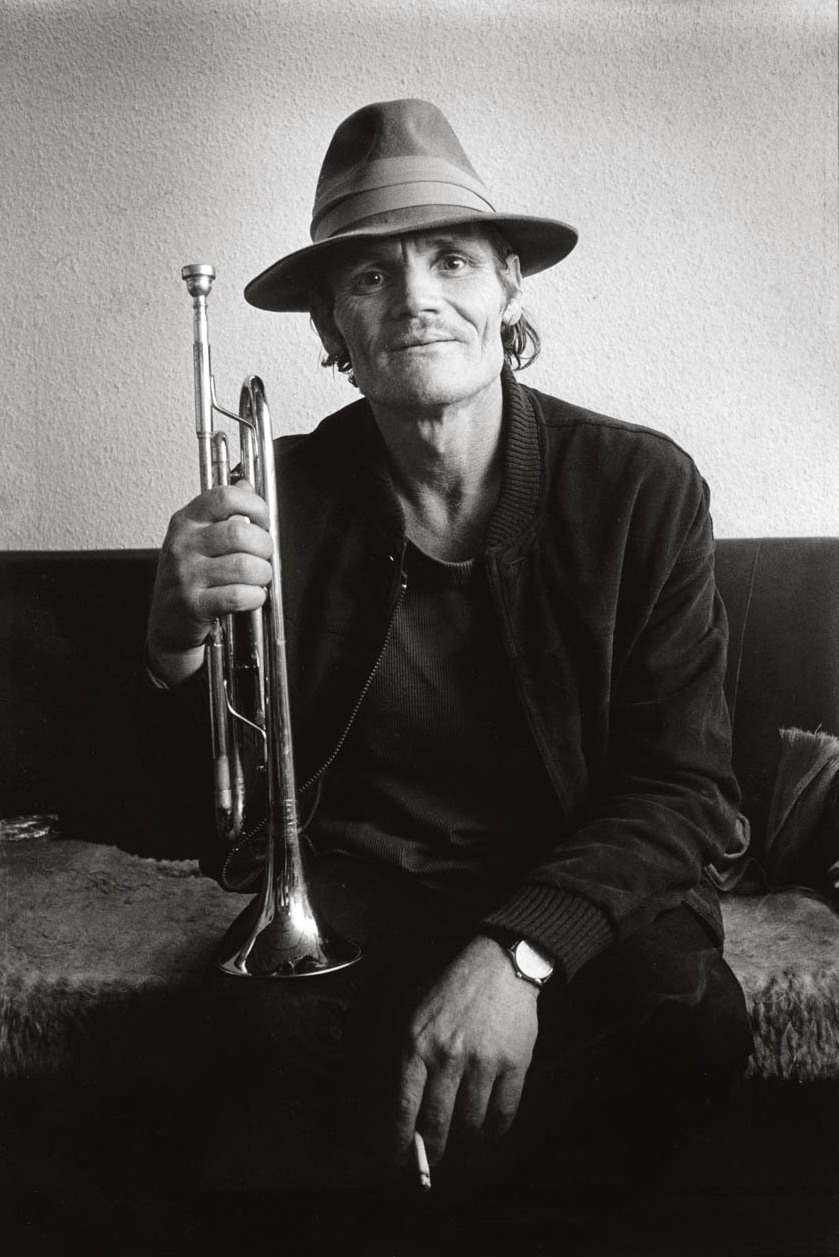
チェット・ベイカー／5月13日没

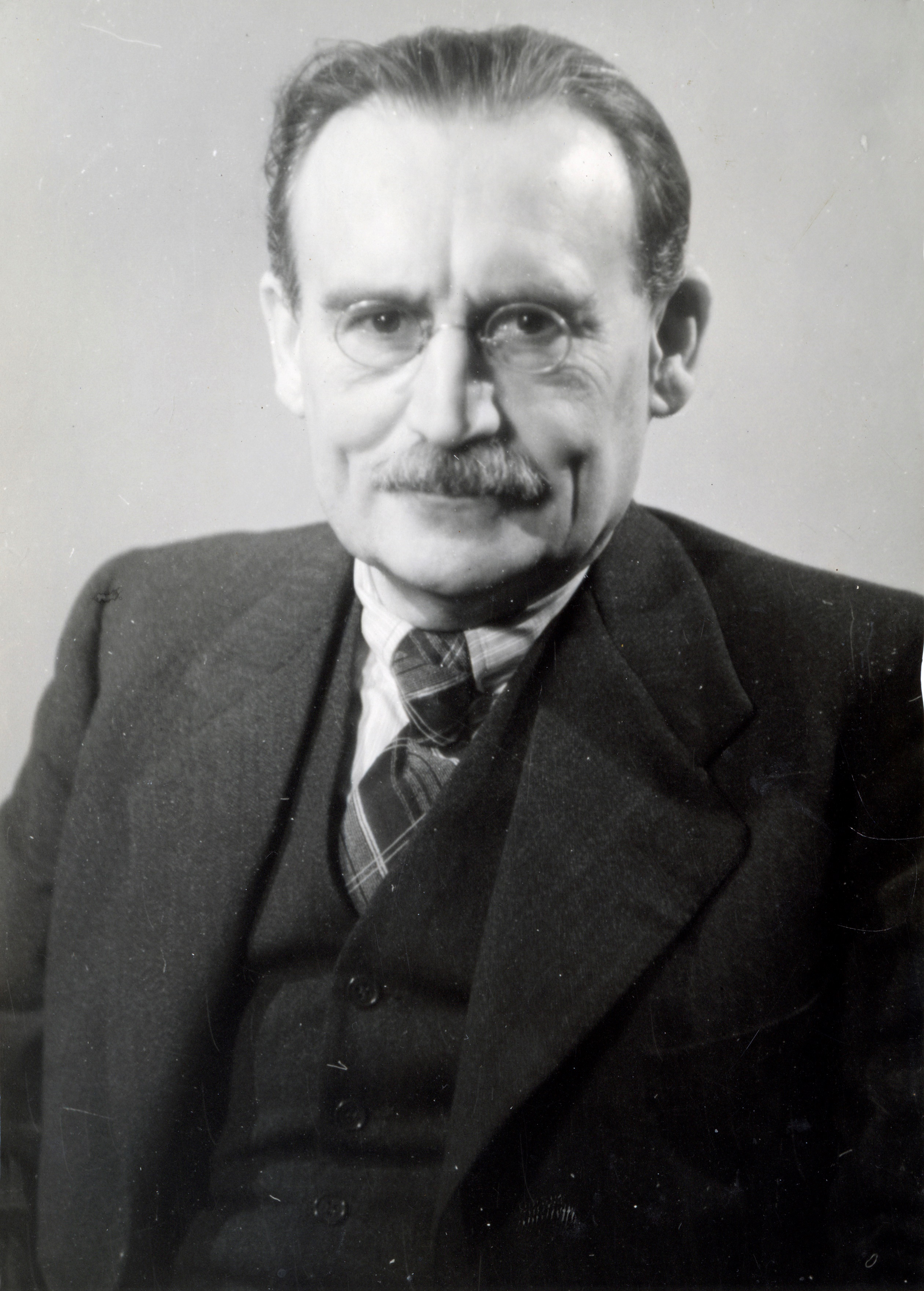
ウィレム・ドレース／5月14日没

- 5月1日 - 澤田政廣、彫刻家（* 1894年）
- 5月5日 - 沼賀健次、高崎市市長（* 1908年）
- 5月7日 - 山本健吉、文芸評論家（* 1907年）
- 5月8日 - ロバート・A・ハインライン、SF作家（* 1907年）
- 5月12日 - 森田重次郎、厚生省政務次官（* 1890年）
- 5月13日 - チェット・ベイカー、ジャズトランペッター（* 1929年）
- 5月14日 - ウィレム・ドレース、第37代オランダ首相（* 1886年）
- 5月14日 - 石丸静雄、ドイツ文学者・宇都宮大学名誉教授（* 1912年）
- 5月15日 - 森美秀、環境庁長官（* 1919年）

## （16日 - 31日）

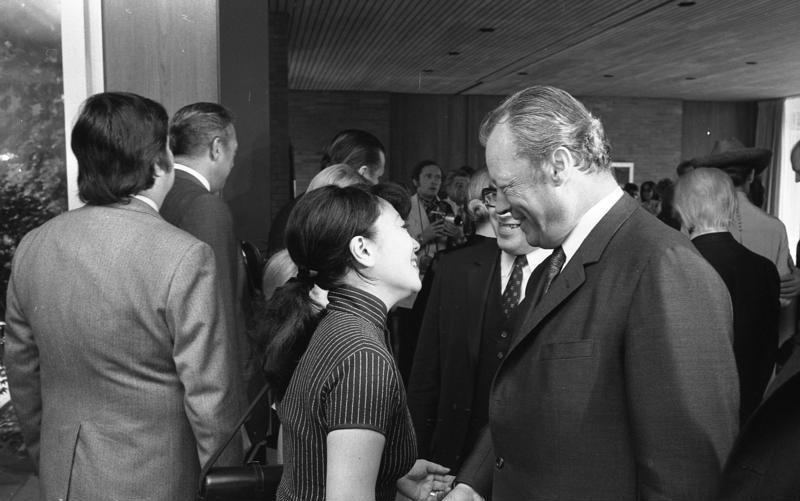
田中路子（中央）／5月18日没

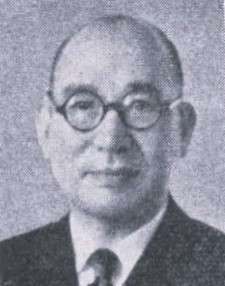
植竹春彦／5月20日没

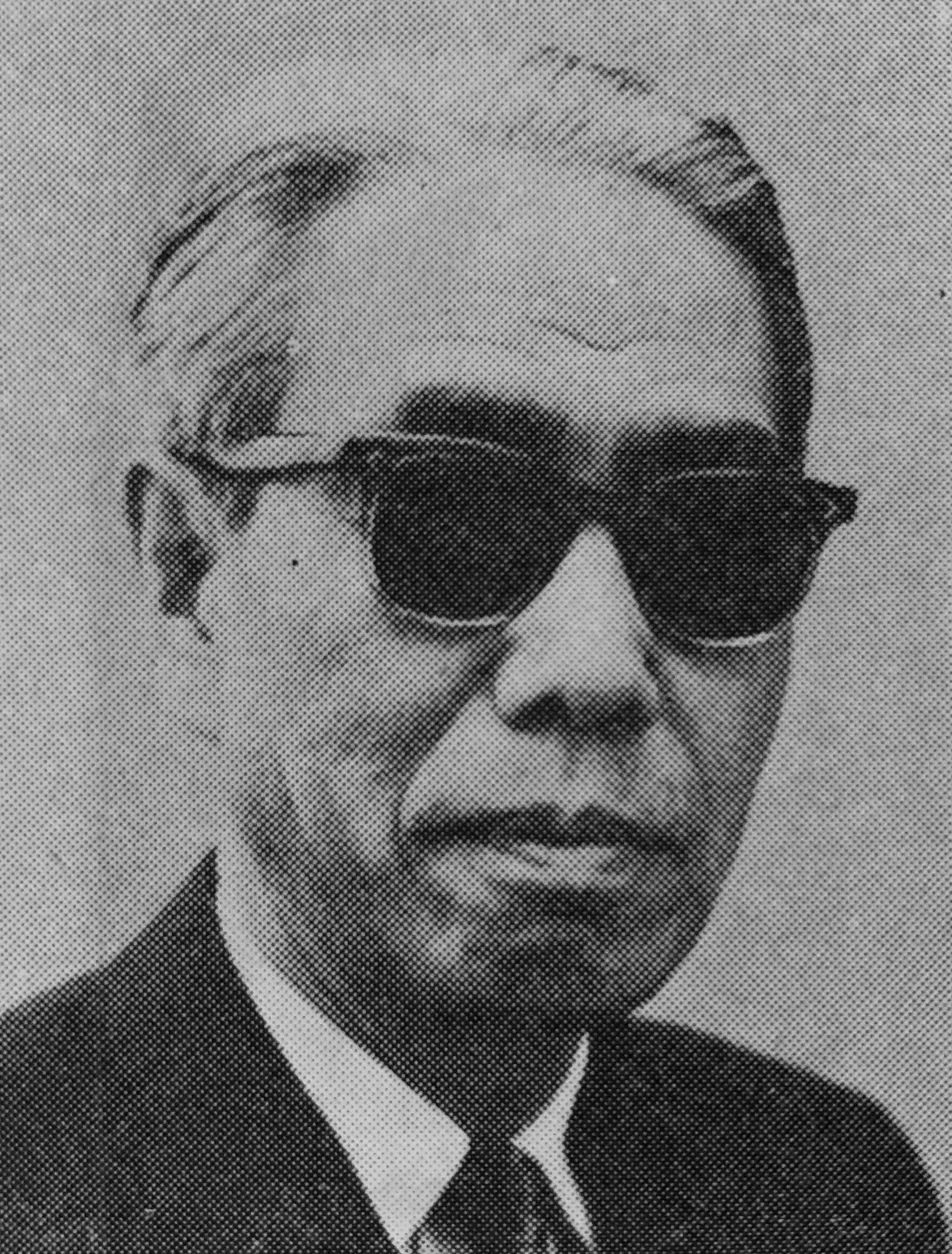
清水俊二／5月22日没

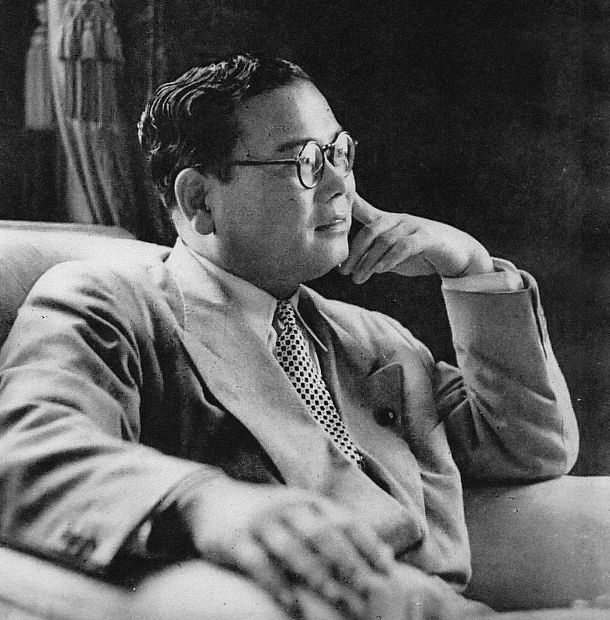
福永健司／5月31日没

- 5月16日 - 足鹿覚、社会党参議院議員・元全日本農民組合連合会会長（* 1904年）
- 5月16日 - 宮畑虎彦、競泳選手（* 1903年）
- 5月18日 - 井上精三、郷土史家（* 1901年）
- 5月18日 - 宇都宮孝平、青森県知事（* 1897年）
- 5月18日 - 田中路子、女優・声楽家（* 1909年）
- 5月20日 - 植竹春彦、民主党参議院議員・郵政大臣（* 1898年）
- 5月22日 - 野村光一、音楽評論家（* 1895年）
- 5月22日 - 清水俊二、翻訳家・映画評論家（* 1906年）
- 5月23日 - 木藤亜也、『1リットルの涙』の作者（* 1962年）
- 5月25日 - 一色次郎、小説家（* 1916年）
- 5月25日 - 伊藤栄樹、検察官・元検事総長（* 1925年）
- 5月27日 - エルンスト・ルスカ、物理学者（* 1906年）
- 5月31日 - 福永健司、自由民主党衆議院議員・内閣官房長官・労働大臣・厚生大臣・運輸大臣・第63代衆議院議長（* 1910年）